# La Fatarella
La Fatarella è un comune spagnolo di 1 201 abitanti situato nella comunità autonoma della Catalogna.